# Neolophonotus dispar
Neolophonotus dispar är en tvåvingeart som först beskrevs av Engel 1927.  Neolophonotus dispar ingår i släktet Neolophonotus och familjen rovflugor. Inga underarter finns listade i Catalogue of Life.